# Пустерталь
Пу́стерталь (нем. Pustertal), или Валь-Пустерия (итал. Val Pusteria), — территория в Италии, в Доломитовых Альпах. Относится к провинции Больцано. Изначально принадлежала Австрии, но была передана Италии во время заключения мирного договора после Первой мировой войны. Большинство жителей говорят на немецком.
Административный центр долины — старинный город Брунико.